# Thesium libanoticum
Thesium libanoticum är en sandelträdsväxtart som beskrevs av Christian Gottfried Ehrenberg och A. Dc.. Thesium libanoticum ingår i släktet spindelörter, och familjen sandelträdsväxter. Inga underarter finns listade i Catalogue of Life.